# Maclay & McIntyre
Die britische Reederei Maclay & McIntyre Limited bestand von 1885 bis 1960.

## Geschichte
Gegründet wurde die Reederei im Jahr 1885 von Joseph Paton Maclay und Walter McIntyre in Glasgow. Das Unternehmen begann mit sechs Frachtdampfern die in der Trampschifffahrt eingesetzt wurden. Im Folgejahr der Gründung wurde die Glasgow United Shipping Company als Eigentümergesellschaft für einen Großteil der bereederten Flotte gegründet und 1896 hatte das Unternehmen bereits 33 Schiffe, deren Einsatz sich auf die Kohlenfahrt nach Algoa Bay und die Erzfahrt aus dem Mittelmeer konzentrierte. Joseph Maclay zog sich 1905 aus dem Geschäft zurück und Walter McIntyre führte die Reederei alleine fort.
Zu Beginn des Ersten Weltkriegs besaß die Reederei 51 Trampschiffe, von denen 16 im Krieg verloren gingen. In den Zwischenkriegsjahren wurde die Kohlenfahrt von South Wales zum Rio de la Plata mit Getreiderückladungen aus Argentinien sowie Zucker aus Kuba zu einem Schwerpunkt des Geschäfts. Im Zweiten Weltkrieg gingen sieben Schiffe verloren und Maclay & McIntyre verfügte bei Kriegsende nur noch über fünf Schiffe. In den 1950er Jahren kamen erneut vier Empire-Schiffe zur Flotte, die sinkenden Frachtraten ab 1957 machten einen kostendeckenden Einsatz aber immer schwieriger. Im Jahr 1960 wurden die letzten zwei Schiffe veräußert und das Unternehmen aufgelöst.